# Bernthøler
 (mai 2017).
Bernthøler est un groupe belge de pop et de new wave, originaire de Bruxelles, actif de 1981 à 1985.

## Historique
Le groupe a connu le succès avec son single My Suitor, enregistré en août 1983, qui fut soutenu par le DJ britannique John Peel et qui apparu en 1984 dans le Festive Fifty (le classement des 50 meilleurs titres de l’année établi par les auditeurs de l’émission radiophonique de John Peel sur BBC Radio 1). À la suite de cela, le groupe signe sur le label britannique Blanco Y Negro.